# 바바라 굿슨
바바라 굿슨(Barbara Goodson, 1949년 8월 16일 ~ )은 미국의 성우, 영화배우이다.

## 영화
- 더 초즌 (2015년)
- 굿 사탄 (2012년)
- 리-컷 (2010년)
- 썬즈 오브 리버티 (2008년)
- 퀴어 덕: 더 무비 (2006년)
- IGPX (2005년)
- 카라스:프로퍼시 (2005년)
- 사무라이 참프루 (2004년)
- 스크랩드 프린세스 (2003년) - 영어 더빙 역
- 가드 가드 (2003년)
- 하록 선장 - 엔드레스 오딧세이 (2002년)
- 아미티지: 듀얼 매트릭스 (2002년)
- 테니스의 왕자 (2001년)
- 스크라이드 (2001년)
- 레이디와 트램프 2 (2001년)
- 메트로폴리스 (2001년)
- 퓨리큐리 (2000년)
- 오! 나의 여신님! - 2000년 극장판 (2000년)
- 디지몽: 디지털 몬스터 (1999년)
- 무적 파워 레인저 (1997년)
- 기동전사 건담 제08 MS소대 (1996년)
- 파워 레인저 (1995년)
- 마이티 모핀 파워레인저 (1993년)
- 기동전사 건담 F91 (1991년)
- 로보트 카니발 (1987년)
- 미궁 이야기 (1987년)
- 지.아이. 조 - 1985년 시리즈 (1985년)
- 뱀파이어 헌터 D (1985년)
- 왓츠 업, 히디어스 선 데몬 (1983년)
- 맨발의 겐 (1983년)
- 가스 (1981년)
- 지옥의 모텔 (1980년)
- 팬더와 친구들의 모험 (1972년)